# Antonio Canale
Ne doit pas être confondu avec Antonio Canales.
Antonio Canale (1915-1991) est un auteur de bande dessinée italien. Actif dès le début des années 1930, il a travaillé pour la presse jeunesse de son pays, réalisant aussi bien des séries humoristiques que d'aventure.
Co-créateur sous le pseudonyme Tony Chan du personnage Amok (1946-1948), Canale a également illustré le troisième épisode de la célèbre série de science-fiction Virus, il mago della foresta morta.